# Cerasana basipuncta
Cerasana basipuncta är en fjärilsart som beskrevs av Semper 1896. Cerasana basipuncta ingår i släktet Cerasana och familjen tandspinnare. Inga underarter finns listade i Catalogue of Life.